# Dalaihushuo
Dalaihushuo (kinesiska: 达来胡硕, 达来胡硕苏木) är en socken i Kina. Den ligger i den autonoma regionen Inre Mongoliet, i den norra delen av landet, omkring 830 kilometer nordost om regionhuvudstaden Hohhot.
Genomsnittlig årsnederbörd är 635 millimeter. Den regnigaste månaden är juli, med i genomsnitt 176 mm nederbörd, och den torraste är februari, med 4 mm nederbörd.